# 彭砚耕
彭砚耕，（1896年—1931年），原名彭俨生，化名刘侯春，湖南平江人，中共早期党员，曾任中华苏维埃全国代表大会中央准备会秘书，龙华二十四烈士之一。

## 生平
1922年6月在上海加入中国共产党。1925年参加五卅运动。1928年在中共中央组织部任干事。1930年5月，任中华苏维埃第一次全国代表大会准备会秘书，协助林育南工作。1931年1月17日被捕，2月7日被秘密杀害于龙华监狱。